# Catherine Empis
Catherine Empis, née Catherine-Edmée Davésiès de Pontès, épouse Simonis-Empis, est une artiste-peintre française née à Paris le 6 janvier 1797 et morte à Meudon Bellevue le 23 janvier 1879.

## Biographie
Catherine-Edmée Davésiès de Pontès est la fille de Jean-Baptiste Davésiès de Pontès (1766-1849), originaire d'Orléans, directeur de l'enregistrement et des domaines. Il a donné le tableau Route de Clermont à Royat, Auvergne au musée d'Orléans.
Elle épouse Adolphe-Dominique-Florent-Joseph Simonis (1795-1868), dit Empis, auteur dramatique français membre de l'Académie française. Le couple a trois enfants.

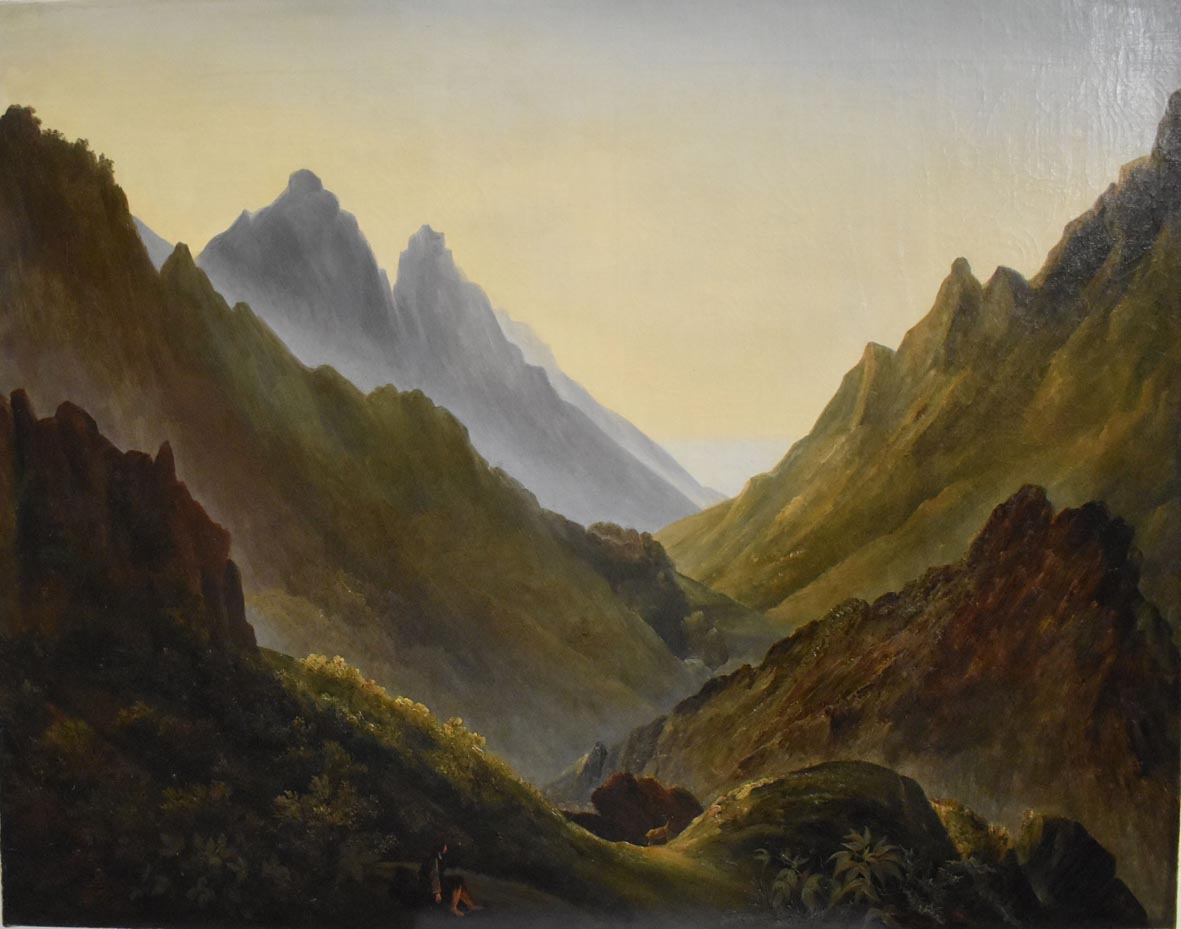
Vue de la vallée de la Gravona, 1841 (musée Fesch)

Catherine Empis a été une élève de Louis Étienne Watelet. Elle expose ses premiers tableaux au Salon de Paris en 1831 où elle reçoit une médaille de 2e classe.
Peintre paysagiste, elle se rend en Provence en 1834 avec une recommandation de François Marius Granet (1775-1849) pour étudier la peinture de paysage auprès du peintre aixois Jean-Antoine Constantin (1756-1844).
Elle a tout au long de sa carrière peint des paysages d’inspiration romantique. À la recherche de paysages encore naturels, sans atteinte de l'activité humaine, il visite l'Auvergne, la Corse et la région de Dieppe. On ne connaît pas la fréquence de ses voyages, en particulier en Corse qui lui ont donné les sujets d'un nombre assez important de tableaux.
Avec Louis-Auguste Lapito et Alexandre Ségé, elle a été une des rares artistes à présenter des paysages de Corse aux Salons de Paris au début du XIXe siècle.
Elle a rencontré un succès certain pendant la monarchie de Juillet. Un de ses tableaux, Vue prise au Mont-Dore ; soleil levant, est acheté au Salon de 1846 pour le roi Louis-Philippe. Le tableau Vue du golfe de Porto présenté au Salon de 1847 est acheté pour le musée du Louvre qui l'a déposé au musée Fesch.

## Quelques tableaux
- Vue du mont Valérien prise de Bellevue, Salon de 1831,
- Étang de Villebon, Salon de 1831,
- Vue de Fleury, prise du château de Meudon, Salon de 1831,
- Une sablière, Salon de 1831,
- Un soleil levant, Salon de 1831,
- Un terrain marécageux, Salon de 1831,
- Étude de paysages, Salon de 1831,
- Vue prise dans le bois de Meudon, Salon de 1833,
- Une forêt, Salon de 1833, acheté par le roi Louis-Philippe au Salon, détruit en 1916 au musée de la Princerie à Verdun[4].
- Vue de la vallée de Fleury, Salon de 1833,
- Vue prise à Dieppe, marine, Salon de 1833,
- Un four à plâtre, Salon de 1833,
- Vue prise au bord de la Seine ; soleil couchant, Salon de 1833,
- Vue prise du pavillon d'Italie, à Sèvres, Salon de 1833,
- Vue prise à Montalais, Salon de 1833,
- Vue prise au Mont-d'Or ; Auvergne, Salon de 1834
- Route de Clermont à Royat, Auvergne,1833, Salon de 1834, huile sur toile, 98 x 130 cm, musée des Beaux-Arts d'Orléans[5] ,
- Chemin dans les bois de Meudon, Salon de 1834,
- L'étang de l'écrevisse, près Chaville, Salon de 1834,
- Le Cap Rosso, Corse, Salon de 1835,
- La forêt de Piana, Corse, Salon de 1835,
- Une mare, Salon de 1835,
- Les rochers de Lascia Gamba, Corse, Salon de 1836,
- Montagnes de la Spelonga, Corse, Salon de 1836,
- Un étang ; matinée de printemps, Salon de 1836,
- Paysage, étude, Salon de 1837,
- Vue prise dans la forêt de Fontainebleau, Salon de 1838,
- Le pont de l’Asile, Corse, Salon de 1839,
- Vue prise à Doisu, Seine-et-Oise, Salon de 1839,
- Une mare, Salon de 1839,
- Un moulin près de Fécamp, Normandie, Salon de 1839,
- Paysage ; effet d'automne, Salon de 1839,
- Vue prise dans la forêt d’Aëtone, Corse, Salon de 1840,
- Vue prise aux environs de Fécamp, Salon de 1840,
- Vue prise près de Rocognano, Corse, Salon de 1841,
- Cascade de Thiers, Auvergne, Salon de 1842,
- Vue de la forêt de Pontgibaud, Auvergne, Salon de 1842,
- Paysage historique, l'esclavage Brachion converti par l'ermite Émilien, en 533, Salon de 1842,
- Lac de Génézareth, paysage historique (Évangile selon saint Mathieu, chapitre VIII), Salon de 1843,
- Marie de Médicis, se promenant sur les étangs de la forêt de Compiègne pendant sa captivité, en 1631, paysage historique, Salon de 1844,
- Une forêt, Salon de 1845,
- Vue prise au Mont-Dore ; soleil levant, Salon de 1846 (musée du Louvre,
- Vue prise au moulin des étangs, forêt de Compiègne, Salon de 1846,
- Vue du golfe de Porto, Corse[6], Salon de 1847 (musée Fesch d'Ajaccio),
- Les rochers de la Spelonca, Corse, Salon de 1848,
- Paysage de montagne avec un berger gardant ses chèvres, 1848, huile sur toile, 163 x 145 cm, musée des Beaux-Arts d'Orléans[7] ,
- Les montagnes de la Cuccola, Corse, Salon de 1849,
- Vue de la ville d’Ajaccio, Salon de 1849,
- Vue prise à Bellevue, Salon de 1851,
- Étude prise dans les bois de Meudon, Salon de 1851,
- Vue prise en Auvergne, Salon de 1851,
- La cascade de Quereculle (Puy-de-Dôme), Salon de 1874,
- Aux environs d’Ajaccio, Salon de 1874,
- Bruyères de Sèvres (Seine-et-Oise), effet d'automne, Salon de 1874,
- Vue du Cap Rosso, Corse, Salon de 1875,
- La vallée de la Dore, Auvergne, Salon de 1875,
- Dans un bois, Salon de 1875.